# Supercopa Libertadores 1994
Supercopa Libertadores 1994 var den sjätte säsongen av den sydamerikanska fotbollsturneringen Supercopa Libetadores. För 1994 års säsong deltog 16 lag, alla tidigare vinnare av Copa Libertadores (det var så lagen kvalificerades). Lagen spelade utslagsmöten tills en vinnare korades, som till slut blev Independiente från Argentina som besegrade landsmännen i Boca Juniors och därmed tog klubbens seger i turneringen.

## Första omgången
| Lag 1             | Totalt | Lag 2              | Möte 1 | Möte 2 |
| Olimpia           | 2–4    | Cruzeiro           | 2–0    | 0–4    |
| Flamengo          | 0–2    | Estudiantes        | 0–0    | 0–2    |
| Santos            | 1–4    | Independiente      | 1–0    | 0–4    |
| Grêmio            | 3–2    | Racing Club        | 1–1    | 2–1    |
| Atlético Nacional | 1–3    | São Paulo          | 0–2    | 1–1    |
| Colo-Colo         | 5–2    | Argentinos Juniors | 4–1    | 1–1    |
| River Plate       | 3–2    | Nacional           | 2–2    | 1–0    |
| Peñarol           | 2–4    | Boca Juniors       | 1–0    | 1–4    |

## Kvartsfinal
| Lag 1       | Totalt      | Lag 2         | Möte 1 | Möte 2 |
| Estudiantes | 1–3         | Cruzeiro      | 1–0    | 0–3    |
| Grêmio      | 1–3         | Independiente | 1–1    | 0–2    |
| Colo-Colo   | 3–5         | São Paulo     | 2–1    | 1–4    |
| River Plate | 1–1 (4–5 s) | Boca Juniors  | 0–0    | 1–1    |

## Semifinal
| Lag 1        | Totalt | Lag 2         | Möte 1 | Möte 2 |
| Cruzeiro     | 1–4    | Independiente | 1–0    | 0–4    |
| Boca Juniors | 2–1    | São Paulo     | 2–0    | 0–1    |

## Final
| Lag 1        | Totalt | Lag 2         | Möte 1 | Möte 2 |
| Boca Juniors | 1–2    | Independiente | 1–1    | 0–1    |